# スティーヴン・ホール

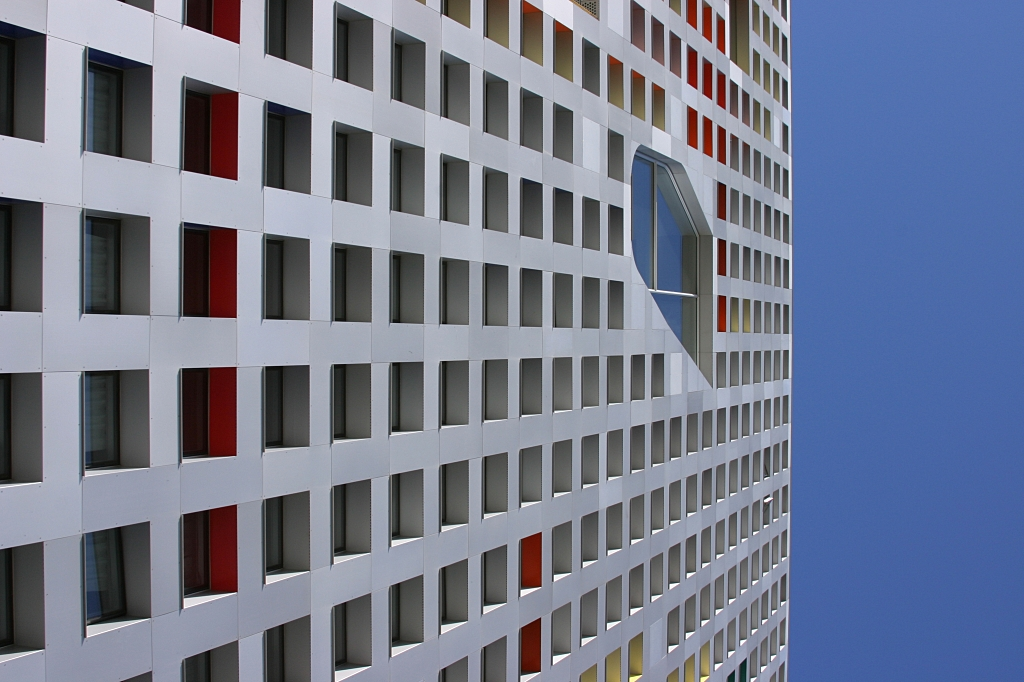
ホールのデザインしたマサチューセッツ工科大学学生寮

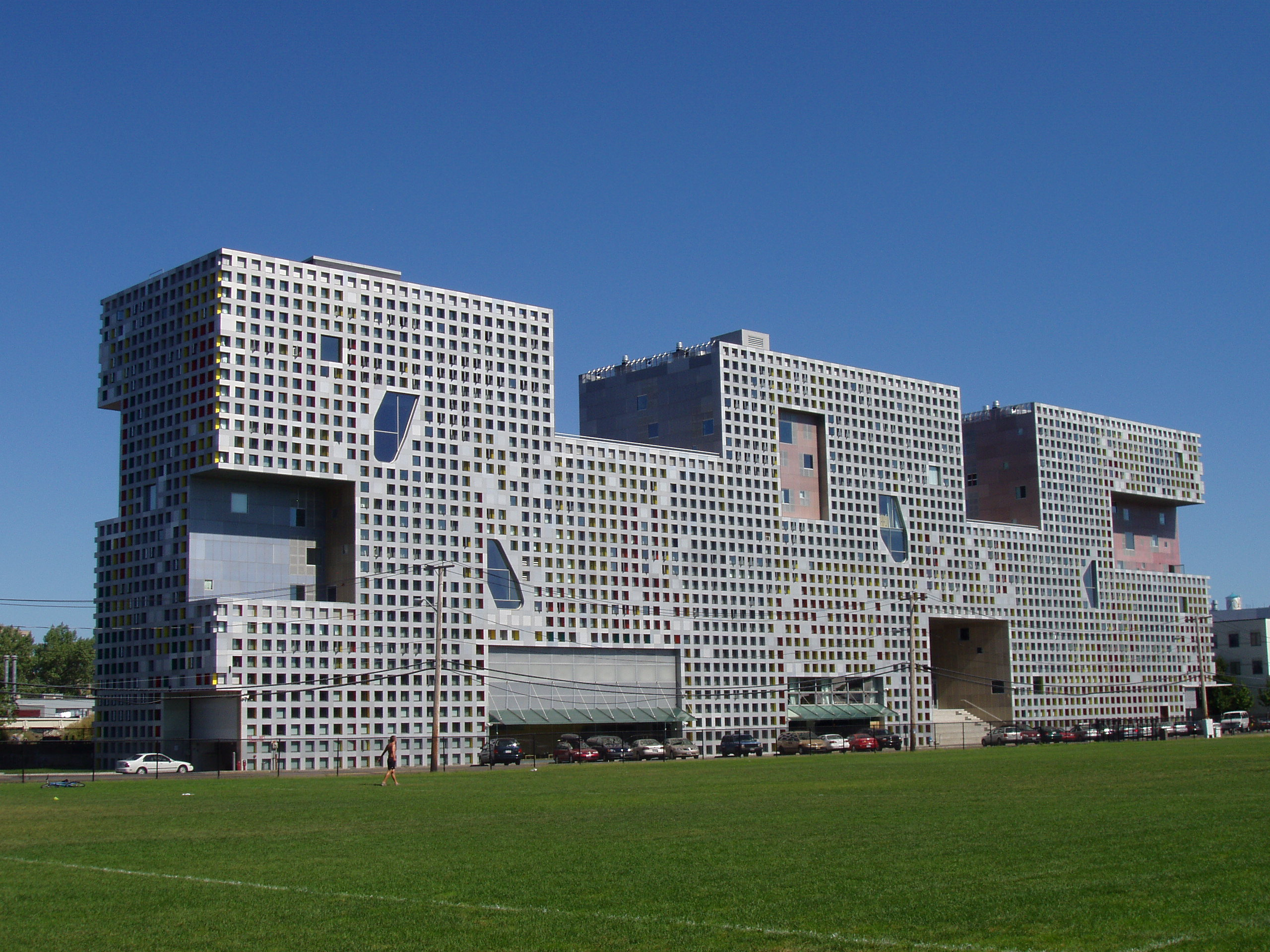
マサチューセッツ工科大学学生寮

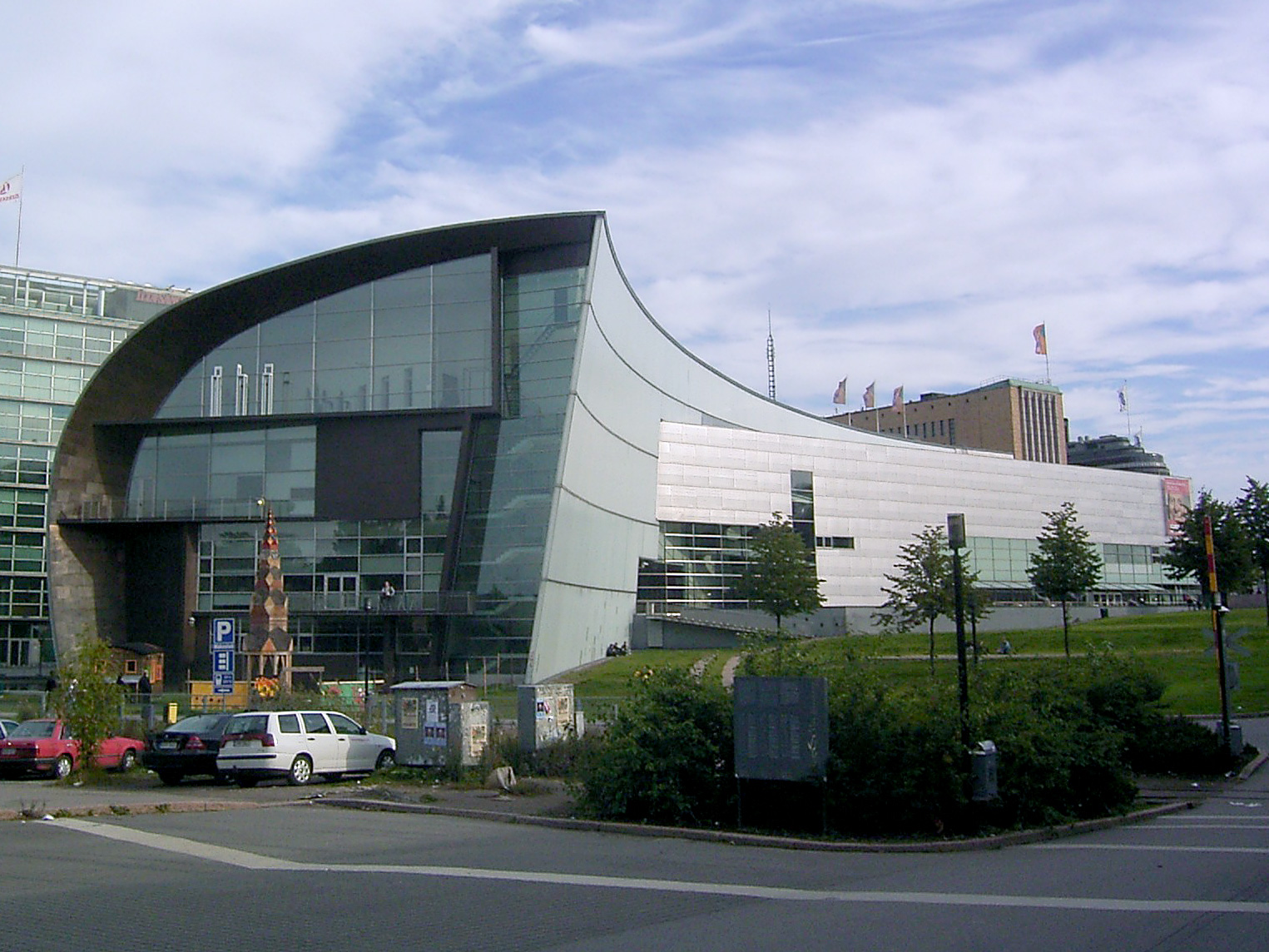
ヘルシンキ現代美術館（“キアズマ”）

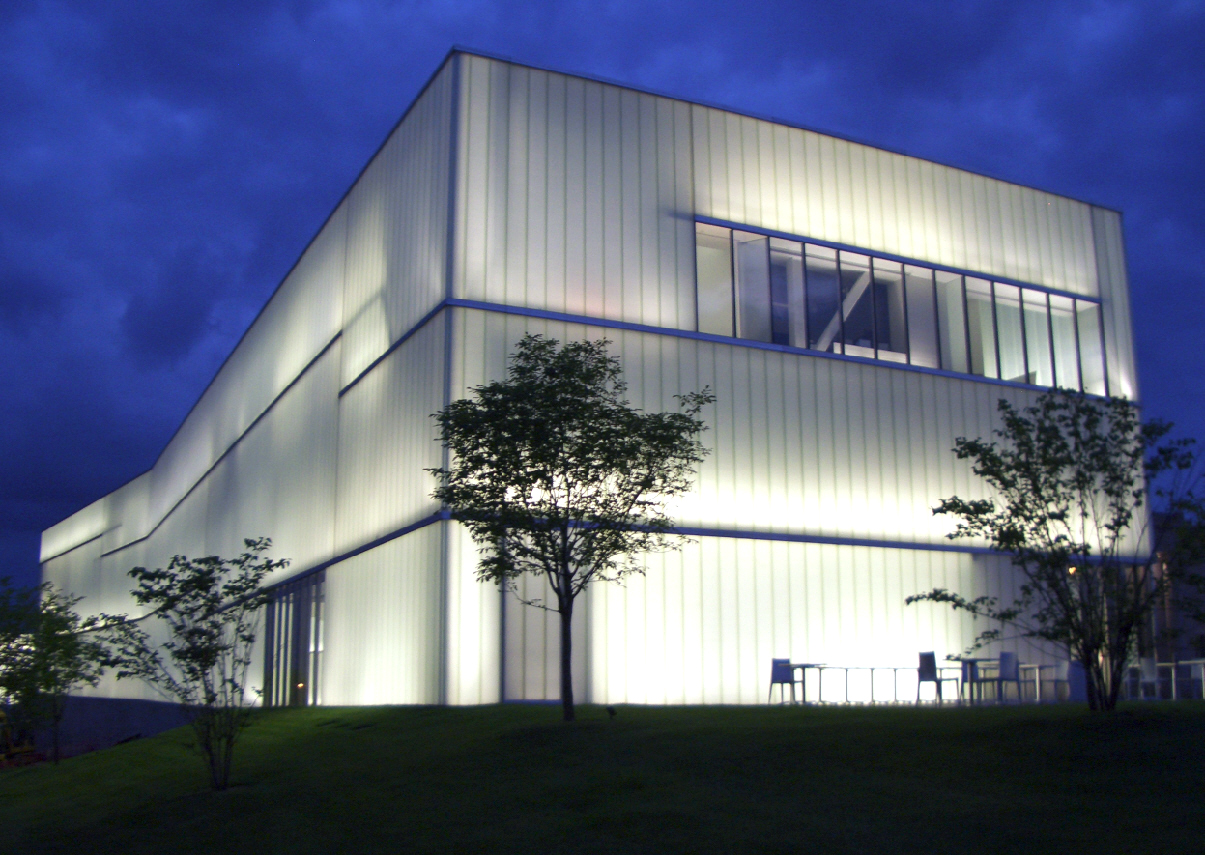
ネルソン・アトキンス美術館増築

スティーヴン・ホール（Steven Holl、1947年12月9日 - ）はアメリカ人の建築家。代表作にフィンランドのヘルシンキ現代美術館（1998年）およびマサチューセッツ工科大学の学生寮、シモンズ・ホール（2003年）などがある。

## 人物
ワシントン州のブレマートン出身。ホールは1970年にワシントン大学を卒業後、1976年にニューヨーク市に自身の建築設計事務所を設立した。1981年以来コロンビア大学で教鞭をとっている。
1998年アルヴァ・アールト・メダルを受賞。2000年にはアメリカ芸術文学アカデミー会員に選出されたほか、2001年にはタイム誌で「アメリカの最高の建築家」として取り上げられ、2012年にはAIAゴールドメダルを受賞など評価も高い。
ホールの建築は初期のタイポロジーへの関心から現在の現象学的アプローチへと変化してきた。その変遷には哲学者モーリス・メルロー＝ポンティの著作、及び建築理論家ユハニ・パッラスマーの影響がみられる。
ユハニ・パッラスマーとアルベルト・ペレス＝ゴメスと共に執筆したエッセイ『知覚の問題：建築の現象学』は建築雑誌A+Uの1994年特別号に掲載された。また、このエッセイは同タイトルの本として2007年に出版された。

## 作品
| 名称                                                         | 年     | 都市                           | 州県                     | 国             | 備考 |
| ------------------------------------------------------------ | ------ | ------------------------------ | ------------------------ | -------------- | ---- |
| フリント河岸の噴水公園                                       | 1975年 | フリント                       | ミシガン州               | アメリカ合衆国 |      |
| プール・ハウス／彫刻スタジオ                                 | 1981年 | スカースデール                 | ニューヨーク州           | アメリカ合衆国 |      |
| コーエン・アパートメント                                     | 1983年 | ニューヨーク                   | ニューヨーク州           | アメリカ合衆国 |      |
| ペース・コレクション・ショールーム                           | 1986年 | ニューヨーク                   | ニューヨーク州           | アメリカ合衆国 |      |
| MoMAタワー・アパートメント                                   | 1987年 | ニューヨーク                   | ニューヨーク州           | アメリカ合衆国 |      |
| ギアダ・ショールーム                                         | 1987年 | ニューヨーク                   | ニューヨーク州           | アメリカ合衆国 |      |
| ハイブリッド・ビルディング                                   | 1988年 | シーサイド                     | フロリダ州               | アメリカ合衆国 |      |
| ベルリン・アメリカ記念図書館                                 | 1988年 | ベルリン                       | ベルリン                 | ドイツ         |      |
| バーコヴィッツ＝オッジス邸                                   | 1988年 | マーサズ・ヴィニヤード         | マサチューセッツ州       | アメリカ合衆国 |      |
| メトロポリタン・タワー・アパートメント                       | 1988年 | ニューヨーク                   | ニューヨーク州           | アメリカ合衆国 |      |
| ストレット・ハウス                                           | 1991年 | ダラス                         | テキサス州               | アメリカ合衆国 |      |
| ネクサスワールド                                             | 1991年 | 福岡市東区                     | 福岡県                   | 日本           |      |
| D・E・ショウ社オフィス                                       | 1991年 | ニューヨーク                   | ニューヨーク州           | アメリカ合衆国 |      |
| ストアフロント美術・建築ギャラリー                           | 1993年 | ニューヨーク                   | ニューヨーク州           | アメリカ合衆国 |      |
| 幕張ベイタウン・パティオス11番街                             | 1996年 | 千葉市美浜区                   | 千葉県                   | 日本           |      |
| シアトル大学 聖イグナティオス礼拝堂                          | 1997年 | シアトル                       | ワシントン州             | アメリカ合衆国 |      |
| クランブルック科学研究所                                     | 1998年 | ブルームフィールド・ヒルズ     | ミシガン州               | アメリカ合衆国 |      |
| ヘルシンキ現代美術館                                         | 1998年 | ヘルシンキ                     | ウーシマー県             | フィンランド   |      |
| ホイットニー浄水施設                                         | 1998年 | ハムデン                       | コネティカット州         | アメリカ合衆国 |      |
| Yハウス                                                      | 1999年 | キャッツキル・マウンテン       | ニューヨーク州           | アメリカ合衆国 |      |
| サルファティ通りのオフィス                                   | 2000年 | アムステルダム                 | 北ホラント州             | オランダ       |      |
| ベルヴュー美術館                                             | 2001年 | ベルビュー                     | ワシントン州             | アメリカ合衆国 |      |
| リトル・テッセラクト                                         | 2001年 | ラインベック                   | ニューヨーク州           | アメリカ合衆国 |      |
| マサチューセッツ工科大学学生寮                               | 2002年 | ケンブリッジ                   | マサチューセッツ州       | アメリカ合衆国 |      |
| ミネソタ大学建築+ランドスケープ学部棟                        | 2002年 | ミネアポリス                   | ミネソタ州               | アメリカ合衆国 |      |
| ロイジウム・ビジター・センター                               | 2003年 | ランゲンロイス                 | ニーダーエスターライヒ州 | オーストリア   |      |
| 光に描かれた家                                               | 2004年 | イースタン・ロング・アイランド | ニューヨーク州           | アメリカ合衆国 |      |
| 釘収集家の家                                                 | 2004年 | エセックス                     | ニューヨーク州           | アメリカ合衆国 |      |
| プラット・インスティテュート ヒギンズ・ ホール中央セクション | 2005年 | ブルックリン                   | ニューヨーク州           | アメリカ合衆国 |      |
| プラナー・ハウス                                             | 2005年 | パラダイス・ヴァレー           | ニューヨーク州           | アメリカ合衆国 |      |
| タービュランス・ハウス                                       | 2005年 |                                | ニューメキシコ州         | アメリカ合衆国 |      |
| ロイジウム・ホテル                                           | 2005年 | ランゲンロイス                 | ニーダーエスターライヒ州 | オーストリア   |      |
| アイオワ大学美術・美術史学部棟                               | 2006年 | アイオワシティ                 | アイオワ州               | アメリカ合衆国 |      |
| スイス・レジデンス                                           | 2006年 | ワシントンD.C.                 |                          | アメリカ合衆国 |      |
| ネルソン・アトキンス美術館増築                               | 2007年 | カンザスシティ                 | アイオワ州               | アメリカ合衆国 |      |
| ニューヨーク大学哲学科インテリア改修                         | 2007年 | ニューヨーク                   | ニューヨーク州           | アメリカ合衆国 |      |
| クヌート・ハムスン・センター                                 | 2009年 | ハマロイ                       | ヌールラン県             | ノルウェー     |      |
| ヘルニング芸術センター                                       | 2009年 | ヘアニング                     | 中央ユラン地域           | デンマーク     |      |
| リンクド・ハイブリッド                                       | 2009年 | 北京                           |                          | 中国           |      |
| ヴァンケ・センター                                           | 2009年 | 深圳                           | 広東省                   | 中国           |      |
| Tスペース                                                    | 2010年 | ダッチェス郡                   | ニューヨーク州           | アメリカ合衆国 |      |
| サーフ・オーシャン文化センター                               | 2011年 | ビアリッツ                     |                          | フランス       |      |
| 四方当代美術館                                               | 2012年 | 南京                           | 江蘇省                   | 中国           |      |
| デヤン・ギャラリー＆ハウス                                   | 2012年 | ソウル                         |                          | 韓国           |      |
| スライスド・ポロシティ・ブロック                             | 2012年 | 成都                           | 四川省                   | 中国           |      |
| キャンベル・スポーツ・センター                               | 2013年 | ニューヨーク                   | ニューヨーク州           | アメリカ合衆国 |      |

## その他
- 新建築住宅設計競技など審査員を歴任。